# Брезје при Словенски Бистрици
Брезје при Словенски Бистрици (словен. Brezje pri Slovenski Bistrici) је насељено место у општини Словенска Бистрица, Подравска регија, Словенија.

## Историја
До територијалне реорганизације у Словенији било је у саставу старе општине Словенска Бистрица.

## Становништво
У попису становништва из 2011. године, Брезје при Словенски Бистрици је имало 21 становника.
| Број становника према пописима | Број становника према пописима | Број становника према пописима |
| ------------------------------ | ------------------------------ | ------------------------------ |
| 1991                           | 2002                           | 2011                           |
| 29                             | 26                             | 21                             |

Напомена: До 1953. исказивано под именом Брезје.